# Oława
Oława (in tedesco Ohlau, in ceco Olava), è una città polacca del distretto di Oława nel voivodato della Bassa Slesia.
Ricopre una superficie di 27,34 km² e nel 2019 contava 33 108 abitanti.